# Pijploos orgel
Een pijploos orgel is een elektromechanisch of elektronisch muziekinstrument dat geluiden kan voortbrengen die lijken op die van een pijporgel.

## Pijploze orgels
Elektromechanisch orgelBij een elektromechanisch orgel vindt opwekking van de sinusvormige (stam)tonen een mechanische wijze plaats, bijvoorbeeld door toonwielen zoals bij het Hammondorgel;
Elektronisch orgelBij het elektronisch orgel vindt opwekking van de (stam)tonen plaats door middel van elektronische (stam)oscillatoren (sinus-, zaagtand-, blokvormige frequenties), waarna de verkregen tonen door middel van elektronische frequentiedelers over de octaven worden verdeeld.
Virtueel pijporgelBij het virtueel pijporgel of Hauptwerk-orgel of MIDI-orgel vindt opwekking van de tonen plaats door middel van commandoaansturing vanaf de speeltafel naar een in een computer ingeladen sampleset van tonen van een pijporgel, die vervolgens digitaal en analoog bewerkt worden.